# Họ Ếch giun

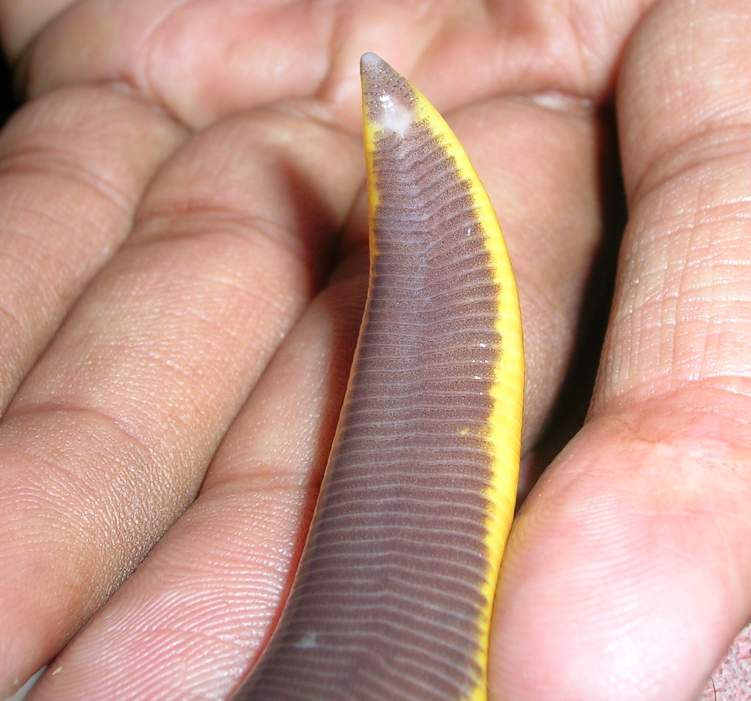
Lỗ huyệt là một đặc tính phân loại học quan trọng để nhận dạng Ichthyophis

Họ Ếch giun (danh pháp khoa học: Ichthyophiidae) là một họ thuộc Bộ Không chân (Apoda hay Gymnophinona). Chúng sống ở Đông Nam Á. Chúng có đuôi và có xúc tu ngắn, ăn giun và các động vật không xương sống.

## Phân loài
- Chi Caudacaecilia
  - Caudacaecilia asplenia
  - Caudacaecilia larutensis
  - Caudacaecilia nigroflava
  - Caudacaecilia paucidentula
  - Caudacaecilia weberi
- Chi Ichthyophis
  - Ichthyophis acuminatus
  - Ichthyophis atricollaris
  - Ichthyophis bannanicus
  - Ichthyophis beddomei
  - Ichthyophis bernisi
  - Ichthyophis biangularis
  - Ichthyophis billitonensis
  - Ichthyophis bombayensis
  - Ichthyophis dulitensis
  - Ichthyophis elongatus
  - Ichthyophis glandulosus
  - Ichthyophis glutinosus
  - Ichthyophis humphreyi
  - Ichthyophis husaini
  - Ichthyophis hypocyaneus
  - Ichthyophis javanicus
  - Ichthyophis kohtaoensis
  - Ichthyophis laosensis
  - Ichthyophis longicephalus
  - Ichthyophis malabarensis
  - Ichthyophis mindanaoensis
  - Ichthyophis mochrous
  - Ichthyophis orthoplicatus
  - Ichthyophis paucisulcus
  - Ichthyophis peninsularis
  - Ichthyophis pseudangularis
  - Ichthyophis sikkimensis
  - Ichthyophis singaporensis
  - Ichthyophis subterrestris
  - Ichthyophis sumatranus
  - Ichthyophis supachaii
  - Ichthyophis tricolor
  - Ichthyophis youngorum